# Erysipelothrix
Erysipelothrix é um gênero de bactérias bacilares longas, finas e gram-positivas, mas que se tingem mal, mesmo sem ter ácido-álcool resistência. São aeróbicas ou facultativamente anaeróbicas e imóveis. 

## Espécies
Contêm três espécies, sendo a Erysipelothrix rhusiopathiae a mais famosa por causar erisipela em suínos, pavões e outros animais e em humanos causa erisipelóide de Rosenbach. As outras duas espécies: Erysipelothrix tonsillarum descrita em 1987 e Erysipelothrix inopinata descrita em 2004 aparentemente não causam doenças. Essas duas espécies foram isoladas a partir de amígdalas de suínos saudáveis. A nova família foi Erysipelotrichidae criada para conter este gênero.

## Características
A marca de Erysipelothrix é a presença de uma parede celular do tipo B, em que a ponte é formada entre os aminoácidos nas posições 2 e 4 dos peptídios de cadeias laterais adjacentes e não adjacentes, enquanto na grande maioria das bactérias essa ponte é entre os aminoácidos nas posições 3 e 4.